# Tadeusz Bartoszewicz (poseł)
Tadeusz Bartoszewicz (ur. 16 stycznia 1919 w Warszawie) – poseł do Krajowej Rady Narodowej i działacz Polskiej Partii Robotniczej.

## Życiorys
Ukończył Szkołę Techniczną im. M. Konarskiego w Warszawie. Pracował jako ślusarz. W 1942 wstąpił do Polskiej Partii Robotniczej. W 1943 został członkiem Prezydium Warszawskiej Rady Narodowej. Zajmował się organizacją komitetów międzypartyjnych w warszawskich fabrykach. Latem 1944 przebywał na Pradze. Po zajęciu tej części miasta przez Armię Czerwoną i Ludowe Wojsko Polskie zatrudnił się w powstającym Zarządzie Miejskim m.st. Warszawy. Jednocześnie został członkiem Komisji Ogólnej Rady Narodowej m.st. Warszawy.
Od grudnia 1944 r. był posłem do Krajowej Rady Narodowej, dokooptowanym na wniosek Komitetu Warszawskiego PPR. Ślubowanie złożył 31 grudnia 1944. Był zastępcą przewodniczącego Komisji Organizacyjno-Porządkowej oraz członkiem Komisji Wyznaniowej i Narodowościowej. W Krajowej Radzie Narodowej zasiadał do 1947.